# Лебедев, Рэм Фёдорович
Рэм Фёдорович Лебедев (30 ноября 1928 — 12 апреля 1988) — советский  актёр театра и кино. Народный артист СССР (1982).

## Биография
Рэм Лебедев родился 30 ноября 1928 года в Ленинграде, ныне — Санкт-Петербург.
Во время войны, 1944—1945 годах учился в театральной студии Омского драматического театра.
В 1948 году окончил театральную студию при Ленинградском театре юных зрителей (ныне Театр юных зрителей имени А. А. Брянцева).
В 1948—1974 годах — актёр Ленинградского театра юных зрителей, в 1974—1988 — Ленинградского государственного академического театра драмы им. А. С. Пушкина (ныне Александринский театр). Вёл передачу «Солнцеворот».
В кино снимался редко, одним из первых фильмов стала музыкальная комедия режиссёров С. И. Деревянского и Р. Р. Сусловича «Она вас любит!», где им была сыграна небольшая роль фотографа Павла.
Скончался 12 апреля 1988 года (по другим источникам — 15 апреля) на 60-м году жизни в Ленинграде. Похоронен на Шуваловском кладбище.

### Семья
- Жена — Людмила Ивановна Красикова (1923—2003), актриса Ленинградского ТЮЗа, заслуженная артистка РСФСР.
- Приёмный сын — Александр Юрьевич Хочинский (1944—1998), актёр театра и кино, бард, народный артист РФ (1996).
- Дочь — Елена Рэмовна Лебедева, актриса, была первой женой Николая Владимировича Фоменко[2].

## Награды и звания
- Заслуженный артист РСФСР (1963)
- Народный артист РСФСР (1970)
- Народный артист СССР (1982)
- Медаль «В память 250-летия Ленинграда» (1957).

## Роли в театре

### Ленинградский театр юных зрителей
- Фамусов («Горе от ума» А. С. Грибоедова)
- Тихон («Гроза» А. Н. Островского)
- Жухрай («Как закалялась сталь» по Н. А. Островскому)
- Жуковский («В садах лицея» Д. Дэля)
- Полоний («Гамлет» У. Шекспира)
- «Накануне» по повести И. С. Тургенева (инсценировка А. Н. Арбузова); режиссер С. Е. Димант

### Ленинградский театр драмы им. А. С. Пушкина
- Лебедев («Иванов» А. П. Чехова)
- Иона («Унтиловск» Л. М. Леонова)
- Нароков («Таланты и поклонники» А. Н. Островского)
- Элфред («Маленький вокзальчик, весь в цветах» Б. Фелана)
- Кутузов («Фельдмаршал Кутузов» В. А. Соловьёва)
- Коровин («Веранда в лесу» И. М. Дворецкого)
- Миронов («Капитанская дочка» А. С. Пушкина)
- Грознов («Правда хорошо, а счастье лучше» А. Н. Островского).

## Фильмография
- 1950 — Мусоргский— Илья Репин[3]
- 1956 — Пять дней
- 1956 — Она вас любит! — Павел
- 1956 — Пять дней (короткометражный) — Алексей
- 1957 — Улица полна неожиданностей — свидетель происшествий
- 1959 — Шинель — помощник столоначальника
- 1962 — 713-й просит посадку — сомневающийся пассажир
- 1964 — Зайчик — заснувший зритель
- 1965 — Верный робот (фильм-спектакль) — господин Доннель
- 1965 — Корабли в Лиссе (фильм-спектакль)
- 1966 — 12 стульев (телеспектакль) — отец Фёдор
- 1967 — Доктор Солт уезжает (фильм-спектакль) — Баззи
- 1967 — Домик (фильм-спектакль) — Ваткин
- 1967 — Первый президент (фильм-спектакль) — эпизод
- 1968 — Последние дни (фильм-спектакль) — Василий Андреевич Жуковский
- 1968 — Принц Наполеон (фильм-спектакль) — господин Лион
- 1969 — Мальчик из спичечной коробки (фильм-спектакль) — директор цирка
- 1969 — Смерть Вазир-Мухтара (фильм-спектакль) — господин
- 1970 — Прощай, оружие! (фильм-спектакль)
- 1971 — Повесть о том, как поссорился Иван Иванович с Иваном Никифоровичем (фильм-спектакль)
- 1972 — Юбилей (фильм-спектакль) — эпизод
- 1973 — 12 писем из Дальногорска (фильм-спектакль) — Барский
- 1973 — Умные вещи — министр
- 1975 — Бурный поток (короткометражный) — посетитель ресторана
- 1977 — Гигиена питания (документальный) — посетитель столовой
- 1977 — Лишний день в июне (фильм-спектакль) — Дэн Диммок (Дракон)
- 1978 — Пока бьётся сердце (фильм-спектакль) — Николай Николаевич Бурцев
- 1979 — Ипподром — Зайцев
- 1983 — Приглашение к жизни (фильм-спектакль) — Чандвецкий
- 1981 — Сильва — Микса
- 1983 — Два гусара (фильм-спектакль)
- 1984 — Иван Павлов. Поиски истины — эпизод
- 1986 — Последняя дорога — Арендт

### Участие в фильмах
- 1976 — Юрий Толубеев (документальный)